# Вяжи-Заречье
Вя́жи-Заре́чье — село в Новосильском районе Орловской области России входит в состав Вяжевского сельского поселения.

## География
Расположено на левом берегу в излучине реки Зуши.

## История
Село Вяжи-Заречье входило в состав села Вяжи и имеет с ним общую историю.

## Население
| 2010 |
| ---- |
| 17   |

## Примечание
1. 1 2  Всероссийская перепись населения 2010 года. 7. Численность населения городских округов, муниципальных районов, городских и сельских поселен